# Happy Medium
Happy Medium, född 1863 i Orange County i New York, död 1888 på Fairlawn Farm i Kentucky, var en amerikansk standardhäst. Han är ansedd som en av de viktigaste avelshingstarna inom utvecklingen av den amerikanska standardhästen. Happy Medium valdes 1955 in i United States Harness Racing Hall of Fame, under kategorin "Immortals".

## Historia
Happy Medium är efter hingsten Hambletonian 10, som räknas som den amerikanska sulkyhästens fader. Från Hambletonian, genom hans söner George Wilkes, (1856), Dictator (1863), Happy Medium och Electioneer (1868), utgår nästan alla amerikanska travar- och passgångarlinjer.
Modern Princess föddes i Vermont 1846 och tävlade under namnet Topsey. Hon såldes sedan av sin ägare i Chicago och hamnade i Kalifornien där hon utmärkte sig på tävlingsbanorna. Hon betäcktes 1862 med Hambletonian 10, och på våren 1863 födde hon Happy Medium.
Happy Medium var ett brunt hingst, med en mankhöjd på 162 cm. Han tävlade officiellt som fyraåring en gång och en gång som sexåring. Vid åtta års ålder köptes han av Robert Steel i Philadelphia, för 25 000 dollar. Han var därefter verksam som avelshingst vid Cedar Park Stud. Vid 15 års ålder flyttades han till Fairlawn Farm, för att även där vara verksam som avelshingst.
Den bästa avelshingsten efter Happy Medium, var Pilot Medium, en skimmelhingst född 1879, som bland annat blev far till Peter The Great. Happy Medium var även far till Maxy Cobb som bland annat var champion i fem år, och reducerade rekordtiden för hingstar avsevärt.
Happy Medium blev även far till stoet Nancy Hanks född 1886, som förblev obesegrad under sin tävlingskarriär, och blev den första travaren i historien som lyckades springa en mile på tiden 2:05.
Happy Medium avled på Fairlawn Farm i februari 1888.